# Witkeelstormvogeltje
Het witkeelstormvogeltje (Nesofregetta fuliginosa) is een vogel uit de familie van de zuidelijke stormvogeltjes. Het is een bedreigde vogelsoort. 

## Kenmerken
De vogel is 25 cm lang. Het verenkleed van deze zeevogel is variabel. Opvallend zijn de brede, vrij ronde vleugels met een donkere band over zowel de achterkant al s de voorkant van de vleugel. De meest voorkomen variant heeft een zwartbruine kop, nek,mantel, bovenvleugel en staart en een witte stuit. De staart is enigszins gevorkt. Er is een donker gekleurde vorm die sterk op Tristrams stormvogeltje lijkt, maar het witkeelstormvogeltje is groter.

## Verspreiding en leefgebied
De vogel broedt op eilanden in Polynesië waaronder de Line- en Phoenixeilanden (Kiribati), Australeilanden, Genootschapseilanden, Gambiereilanden en Marquesaseilanden, Nieuw-Caledonië tot op Fiji. Daar broeden de vogels op verschillende eilanden en onderling verschillende periodes van het jaar, waardoor de verspreiding lastig is vast te stellen. De nesten zijn holletjes in de grond onder vegetatie of rotsen. Buiten de broedtijd verblijven de vogels op volle zee waar ze foerageren op kleine vis en kreeftachtigen.

## Status
De grootte van de populatie werd in 2018 door BirdLife International geschat op 250 tot 1000 volwassen individuen en de populatie-aantallen nemen af door predatie door ratten (Rattus exulans) en huismuizen die de eieren en kuikens van deze zeevogels belagen. Om deze redenen staat deze soort als bedreigd op de Rode Lijst van de IUCN.